# Gwilym ap Tudur
Gwilym ap Tudur (mort après 1413) était un noble gallois. Il est un frère de Maredudd ap Tudur et de Rhys ap Tudur.
Gwilym sert comme esquire du roi d'Angleterre Richard II lors de ses expéditions en Irlande dans les années 1390. 
En 1400, il soutient la révolte de son cousin Owain Glyndŵr contre le roi Henri IV d'Angleterre. Le 1er avril 1401, il s'empare avec son frère Rhys du château de Conwy pour le compte de Glyndŵr et négocie secrètement avec le chef militaire anglais Harry Hotspur, qui se rebelle contre Henri IV en 1403. 

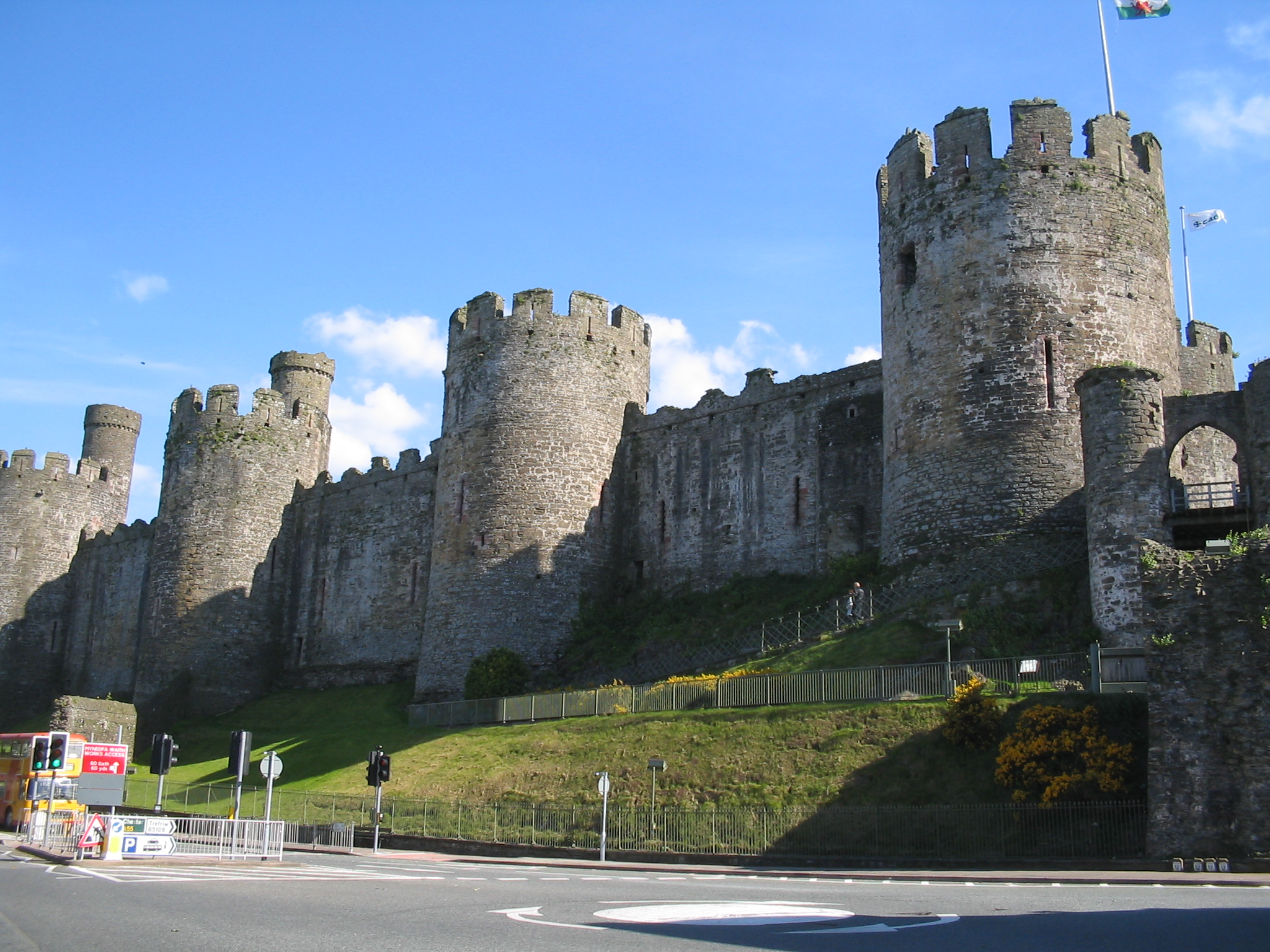
Le château de Conwy

Déclaré hors-la-loi comme ses deux frères en 1406, Gwilym reçoit un pardon total du roi Henri V en 1413, un an après la capture et l'exécution de son frère Rhys à Chester.